# 樊稠
樊稠（？—195年），東漢末期人物，涼州金城人，董卓部下。

## 生平

### 共掌長安
初平三年（192年），在董卓與牛輔被殺之後，樊稠響應李傕號召率軍攻入長安，殺王允，逼走呂布，與李傕等人掌管朝政，被封為中郎將。興平元年（194年），馬騰軍攻來，被李傕派往戰於長平關下，勝利，殺萬餘人。同年又破馮翊等羌賊。升為右將軍，聯同李傕、郭汜被綬與官員提拔權利，與三公同級，合稱為六府。
當初董卓被呂布及王允等合謀刺殺，李傕殺死王允後於該年秋七月，指使樊稠去郿塢厚葬董卓。結果因為大風暴雨讓流水進入墓內，導致董卓的棺材漂浮暴屍。

### 李傕猜忌
在戰馬騰時樊稠因李傕姪兒李利不盡力應戰而作訓斥，李利因此懷恨在心。樊稠也在陳倉追擊敵將韓遂時，被韓遂以同鄉的名義要求會談，兩人交談甚歡，談了很久才離去，李利藉此向李傕誣告樊稠私通韓遂。李傕亦因樊稠勢力龐大而忌憚非常。興平二年（195年），樊稠向李傕索兵，被李傕把握此機會以會議名義引樊稠到軍中殺害，與其同行的李蒙亦一同被殺。

## 艺术形象

### 影视
- 2016年电视剧《武神赵子龙》：答有为

## 评价
- 朱儁：「傕、汜小竖，樊稠庸儿，无他远略，又势力相敌，变难必作。」（《后汉书·卷七十一·皇甫嵩朱俊列传第六十一》）